# Stade olympique Yves-du-Manoir
Het Stade olympique Yves-du-Manoir is een atletiekstadion in Colombes, een voorstad van Parijs. Het stadion werd gebouwd in 1883 als paardenrenbaan, in 1907 omgebouwd tot stadion en werd gebruikt voor de Olympische Spelen van 1924. Het heeft een capaciteit van 14.000 zitplaatsen. In het stadion vonden de openings- en sluitingsceremonie voor de Olympische Spelen 1924 plaats. Ook vonden hier de atletiekwedstrijden plaats. In 1938 vond er de finale plaats van het wereldkampioenschap voetbal. Op 5 maart 1969 speelde Ajax in dit stadion de beslissingswedstrijd tegen Benfica, nadat de eerste wedstrijd in het Olympisch Stadion in Amsterdam met 3-1 werd verloren en de return in Lissabon met 3-1 werd gewonnen. Ajax won de wedstrijd na verlenging met 3-0 en plaatste zich voor de halve finale. In 2024 vond in dit stadion het olympisch hockeytoernooi plaats.  
Het stadion heette vroeger, voor 1928, Stade de Colombes; toen werd het vernoemd naar de rugbyspeler Yves du Manoir die op 2 januari 1928 tijdens een vlucht ter behaling van zijn vliegbrevet verongelukte.
Dit stadion vormde ook de inspiratie voor de beroemde film Chariots of Fire uit 1981. 

## WK-interlands
| № | Datum        | Wedstrijd          | Uitslag | Competitie          | Toeschouwers |
| - | ------------ | ------------------ | ------- | ------------------- | ------------ |
| 1 | 5 juni 1938  | Frankrijk – België | 3 – 1   | WK 1938 1e ronde    | 30.454       |
| 2 | 12 juni 1938 | Frankrijk – Italië | 1 – 3   | WK 1938 Kwartfinale | 58.455       |
| 3 | 19 juni 1938 | Hongarije – Italië | 2 – 4   | Finale WK 1938      | 45.124       |

Stade du Fort Carré (Antibes) · Stade Vélodrome (Marseille) · Stade Municipal (Le Havre) · Stade Victor Boucquey (Lille) · Stade olympique Yves-du-Manoir (Parijs) · Parc des Princes (Parijs) · Stade Auguste-Delaune (Reims) · Stade de la Meinau (Straatsburg) · Parc Lescure (Bordeaux) · Stade Chapou (Toulouse)